# Legge sul sacrilegio
La legge anti-sacrilegio (20 aprile 1825 - 11 ottobre 1830) fu un provvedimento legislativo francese, volto a reprimere la blasfemia ed il sacrilegio, approvata nel gennaio 1825, sotto il regno di Carlo X. Fortemente voluta dalla maggioranza ultra del primo ministro de Villèle, nel corso di un lungo ed appassionato dibattito parlamentare, essa fu approvata con la specificazione che il reo doveva agire "volontariamente, pubblicamente e spinto da odio o disprezzo nei confronti della religione". Tale specificazione rese però la legge praticamente inapplicabile, tanto da non trovare applicazione, salvo che in un'unica occasione. Rimase un appiglio per l'opposizione liberal-radicale e fu tra le prime leggi ad essere abrogate nei mesi iniziali del regno di Luigi Filippo.

## La proposta di legge
Nell'aprile 1824, negli ultimi mesi del regno di Luigi XVIII, l'ultra-realista conte de Villèle presentò alla Camera dei deputati una prima bozza della proposta di legge. Il conte, in carica sin dal 14 dicembre 1821, aveva rinforzato la propria maggioranza parlamentare, allora eletta per una legislatura di sette anni, con le elezioni del dicembre 1823, che videro un trionfo del partito ultra, sia per il successo francese nella spedizione di Spagna, sia per l'applicazione della legge del doppio voto. Tuttavia, la  Camera dei pari (di nomina regia, sul modello della Camera dei lord inglese), rifiutò di dare la propria approvazione alla legge e l'iter legislativo si arrestò.

## Ripresa della proposta di legge
Il 16 settembre 1824 Luigi XVIII morì e gli successe il fratello Carlo X, noto per un atteggiamento più intransigente nei riguardi dell'opposizione radicale e liberale. Il de Villèle decise così di profittare del mutato clima per riproporre il provvedimento, giustificandone l'urgenza a causa di un incremento nel Paese di atti sacrileghi: si parlò di un'epidemia di furti di oggetti sacri nelle chiese.

## La proposta di legge
L'iniziale proposta del conte de Villèle prevedeva una graduazione delle pene:
- se la profanazione avesse toccato vasi o contenitori contenenti oggetti sacri, il reo sarebbe stato condannato ai lavori forzati in perpetuo;
- se vasi o contenitori contenenti ostie consacrate, il reo sarebbe stato condannato alla pena capitale;
- se ancora le ostie consacrate medesime, allora il reo avrebbe subito la stessa condanna dei parricidi: la mutilazione della mano, seguita dalla decapitazione (una pena tradizionale dell'ancien régime, abrogata con la rivoluzione e ristabilita nel 1810, da Napoleone).

Nel corso del dibattito parlamentare, l'ultima pena venne sostituita da una "onorabile ammenda", che il condannato avrebbe dovuto espiare, prima di venire giustiziato.

## La posizione del governo
Il conte de Peyronnet, ministro della giustizia del governo Villèle, definì il provvedimento come una "necessaria espiazione dopo così tanti anni di indifferenza ed empietà". Fra i molti sostenitori, il conte de Breteuil dichiarò: "perché le nostre leggi siano rispettate, fate che sia rispettata anzitutto la religione", mentre il visconte de Bonald, grande filosofo controrivoluzionario, difese con sagacia di fronte all'assemblea il principio della pena capitale.

## La posizione dell'opposizione
L'opposizione parlamentare era formata, primariamente, dai liberali cosiddetti dottrinari. Brugière, Royer-Collard e Benjamin Constant sostennero che la legge creava una inter-penetrazione fra la giustizia umana e la giustizia divina, mentre lo Stato avrebbe dovuto limitarsi a proteggere la libertà delle religioni, un concetto alla base della cosiddetta laicité francese.
Royer-Collard sostenne che "come la religione non è di questo mondo, così la legge umana non è del mondo invisibile: entrambi i mondi, che si toccano l'un l'altro, non debbono essere confusi: il loro limite reciproco è la tomba". Continuava dichiarando la legge contraria alla costituzione ed alla libertà di pensiero, e tale da imporre una specifica religione sulle altre, e sarebbe stata un passo verso la teocrazia.
Benjamin Constant, ugonotto, sostenne che la propria religione gli proibiva di votare la legge, dal momento che la vera presenza del Cristo nelle ostie consacrate era cosa solo del cattolicesimo. Il suo argomento principale era che o il reo credeva nel dogma ed allora era un "insano", ovvero non credeva nel dogma ed allora non sussiste il sacrilegio. Ed il soggetto può essere punito solo come un perturbateur dell'ordine pubblico.
Il progetto venne criticato anche da alcuni politici ultra, ad esempio il conte de Languinais, che sosteneva come l'espressione "deicidio" fosse essa stessa una blasfemia e che, quindi, la legge non poteva "costituirsi giudice delle offese contro Dio" e dallo scrittore cattolico François-René de Chateaubriand, ormai vicino ai liberali, che sosteneva che la religione dovesse essere pacificatrice anziché punitrice e vendicativa.

## La sostanziale correzione di rotta del governo

### Crimine pubblico e volontario
Di fronte a tali posizioni, il conte de Villèle e il conte de Peyronnet accettarono una sostanziale correzione di rotta: la legge si sarebbe limitata ai sacrilegi commessi "volontariamente e pubblicamente". Per maggiore chiarezza il ministro della Giustizia stabilì un'analogia fra i sacrilegi puniti dalla legge e gli attentati al pudore (attentats à la pudeur): nell'uno come nell'altro caso, il reo offende la morale pubblica unicamente commettendo un simile atto in pubblico, non in privato.
Nella sostanza questa modifica depotenziava completamente la legge in votazione, rispetto alla proposta originaria, provocando una forte critica da parte della destra più attenta: il Lamennais, che pure aveva sostenuto la versione originale del provvedimento, al momento del voto pubblicò un pamphlet nel quale contestava il de Villèle radicalizzandone l'argomento: come può un sacrilegio essere contro la religione, ma non contro Dio?  Ciò mirava a controbattere le obiezioni del Royer-Collard e del Constant.

### Crimine motivato da odio o disprezzo per la religione
Non solo, ma nella versione alla fine approvata il reo doveva agire, oltre che "volontariamente e pubblicamente", anche "spinto da odio o disprezzo nei confronti della religione". Ciò limitava ancor più l'applicabilità del provvedimento, che, da un punto di vista meramente legislativo, avrebbe potuto essere tranquillamente abbandonato.

## Il voto
Se non lo fu, ciò ebbe a che fare unicamente con la volontà del conte de Villèle di non desistere dall'intento iniziale cedendo nei confronti degli avversari. D'altra parte la stampa d'opposizione continuava ad attaccare il governo, come se nulla fosse successo. Il progetto di legge venne approvato dalla Camera dei Pari con 127 voti favorevoli contro 96 contrari. Il 15 aprile 1825 seguì la Camera dei Deputati, con 210 voti favorevoli contro 95 contrari.

## Conseguenze
Benché reso sostanzialmente inapplicabile, l'opposizione liberale e radical-repubblicana tenne altissimo il livello della polemica, basando le proprie argomentazioni sulla circostanza che, per la prima volta, un "reato contro il pubblico pudore" veniva sanzionato con la pena di morte, profittando per gettare discredito sugli avversari della circostanza che alla Camera dei Pari avevano votato a favore anche tredici alti prelati, i quali risultarono decisivi quando vennero votati gli articoli concernenti la pena di morte.
La legge rimase in vigore sino alla fine del regno di Carlo X, che la considerava una propria bandiera, benché, depotenziata com'era, essa non trovò mai applicazione, salvo che in un'unica occasione e per un caso minore: si trattava di un tessitore di Mossans (presumibilmente, l'odierna Maussans) di nome François Bourquin, condannato ai lavori forzati perpetui per il furto sacrilego di oggetti eucaristici in tre diverse chiese (la propria chiesa parrocchiale, una a Hyèvre e una a Cuve). La sua abrogazione costituì una delle prime misure prese dalla cosiddetta "monarchia di luglio", dopo il colpo di mano e l'accettazione della corona da parte di Luigi Filippo.